# 라이언 핑크스턴
라이언 핑크스턴(Ryan Pinkston, 1988년 2월 8일 ~ )은 미국의 배우이다.

## 출연 작품
- 델리리움 (2018)
- 언드래프티드 (2016)
- 클립트 (2015)
- 씨 유 인 발할라 (2015)
- 섹스 주식회사 (2011)
- 보이밴드 (2010)
- 마더스 리틀 헬퍼스 (2010)
- 익스트림 무비 (2008)
- 칼리지 (2008)
- 풀 오브 잇 (2007)
- 소울 플레인 (2004)
- 나쁜 산타 (2003)
- 스파이 키드 3D- 게임 오버 (2003)
- 카슨 데일리 쇼 (2002)